# GoldWave
GoldWave – program służący do zaawansowanej obróbki dźwięku cyfrowego. Pozwala na edycję, odtwarzanie, miksowanie oraz analizowanie plików audio. Aplikacja posiada wiele przydatnych efektów i filtrów (np. equalizer, doppler, flanger). Funkcja CD audio extraction pozwala na zgrywanie ścieżek audio do popularnych formatów dźwiękowych.

## Niektóre z obsługiwanych formatów
- wav
- mp3
- ogg
- aiff
- au
- vox
- mat
- snd
- voc
- mpg
- avi